# 大野城市立月の浦小学校
大野城市立月の浦小学校（おおのじょうしりつ つきのうらしょうがっこう）は、福岡県大野城市に所在する公立小学校。

## 概要
平野川にかかる月の浦橋を越えたところに所在する。

## 沿革
- 1996年（平成8年）4月 - 大野城市立平野小学校から分離独立

## 交通
最寄インターチェンジは福岡高速2号線水城出口・水城入口、九州自動車道太宰府インターチェンジである。

## 周辺
- 月の浦幼稚園
- 月の浦団地
- 石坂公園